# マイ・ブロークン・マリコ
『マイ・ブロークン・マリコ』は、平庫ワカによる日本の漫画作品。

## 概要
平庫ワカの初の連載作品。『Comic BRIDGE online』（KADOKAWA）にて、2019年7月から12月にかけて4話連続で掲載された。
「生と死のキアロスクーロ（明暗対比）を圧倒的な筆致」で描いた同作は話題を呼び、2020年1月8日に単行本として出版された。単行本は発売後に即重版が決定となった。
なお、小冊子『カドコミ2020×ダ・ヴィンチ』8月号に、本作の特別描きおろし漫画が収録された。

## あらすじ
OL・シイノトモヨは、ラーメンを食べながら見ていたテレビのニュースで、親友・イカガワマリコが亡くなったことを知る。マリコは父親から長年にわたって虐待を受けていた。シイノはせめて親友の遺骨だけは救い出そうと、懐にドスを忍ばせ、刺し違える覚悟でマリコの実家へ向かう。
シイノは、マリコの実家へ赴き、格闘の末遺骨を強奪する。そして、シイノは遺骨を抱えてベランダから飛び降り逃走する。シイノは、かつてマリコが海へ行きたいといっていたことを思い出す。そして、マリコが行きたがっていた岬を目指し、高速バスに乗り込んだ。
- 第1話『エスケープ』
- 第2話『レッツ・ゴー・ハワイ』
- 第3話『リメンバー・ミー』
- 第4話『フリーフォール』

## 登場人物
声は、試し読み動画の担当声優。
シイノ トモヨ
声 - 瀬戸麻沙美
本作の主人公、26歳、中学生（美少女時代）の頃からタバコを吹かす程の愛煙家、ブラック企業に勤める美人でやさぐれOL。高校の同級生マリコの突然の死を知り、彼女のために出来る事を探す。
イカガワ マリコ
声 - 市ノ瀬加那
主人公シイノの同級生で貴重なダチ。父親からの虐待や彼氏の暴力から、シイノにたびたび助けられる。26歳のある日、自室ベランダから飛び降り自殺をする。
マキオ
「まりがおか岬」の近くに住む若い男性。偶然出会ったシイノの世話をする。

## 受賞歴等
- TV Bros.コミックアワード2020大賞[10]
- 第24回文化庁メディア芸術祭マンガ部門新人賞[11]
- このマンガがすごい!2021オンナ編第4位[12]
- このマンガを読め! THE BEST MANGA 2021 第3位[13]

## 反響
コミックナタリーでは、無料のWebコミックでは「善悪が単純化された」作品が共感を集めやすいが、本作はそうではないにもかかわらず「重いテーマとそれを語る作者の繊細な文体」により、読者を惹きつけたと評している。第1回が掲載された2019年7月16日、インターネット上で反響があり、口コミで知られていった。第1話の時点で数千リツイートされ、最終話である第4話の公開まで「すべてが公開と同時にトレンド入り」を果たし、読者から爆発的な反響を呼んだ。

## 制作背景

### 制作まで
「外国モノの男性ばかりが出てくる話」を構想していた平庫は、ネームに悩んでいた。「ガス抜きのつもりで」本作のネームを作成する。本命のネームを担当編集者に見せた後に本作のネームを出したところ、後者に決まった。第1話の制作が完了した時点で、全4話くらいになると想定されていた。

### 制作
「小学生の女の子が虐待死」する事件が頻繁に起こっていたことや、平庫の身近にいる「虐待サバイバー」に話を聞いた際、「自分は何もできない」というシイノと同じ気持ちを抱え、「どうにかしないと」と考え、思いを吐き出した作品である。「遺骨と旅する女」が浮かんできた平庫は、「その勢いのままネームを切」り、第1話から第3話までスムーズに登場人物の顔や話が決まった。マリコの父親を「本当にクソ野郎」と考えて本作を制作した平庫は、女性読者に「こういう人もいる」と「男性という存在のバランスを取りたかった」こと、男性読者には「弱さをもったままでいい」と伝えたかったという。
音楽が好きな平庫は、本作の執筆中に菊池章子の「星の流れに」、西田佐知子の「アカシアの雨がやむとき」、島倉千代子の「夕焼けの歌」を聴きながら作業をしていた。「歌詞の内容が、母親やシイちゃんに対するマリコの心情を考えるヒントになる」との思いから、第4話の冒頭でテレビから曲が流れる場面では「夕焼けの歌」をイメージして執筆したという。
マリコに起きたことについては構想されていたため、当初の第4話のネームでは「謎解きのようなシーン」が描かれていた。しかしネーム直しの際に、これはシイノの葛藤の物語であり、「謎解きの物語ではない」と気づいた平庫は、その場面をざっくりと削っている。最後の手紙については「ぼんやりとしたイメージ」は構想されていたが、手紙の内容について平庫自身「はっきりとはわからなかった」ため、無理に描くのはやめようと考え、描かれていない。平庫は「作品を見終わったあと」に「自分が考える余地を残してくれる」作品を好むため、「自分もそういうものを描きたい」との思いにより本作のような結末となった。

### 登場人物
シイノは「遺骨と旅する女」という「漠然としたイメージ」で構想されたため、彼女について深い設定は考えられていなかったが、「作りこもうと思って作ったキャラクターではなく、自分の中からすんなりと出てきたキャラクター」であり、平庫が「感じていた憤りなどをシイちゃんに託した部分はあるかも」しれないという。
シイノがマリコに恋愛感情を抱いていたか、について、人間の感情はグラデーションであるため、「そういう面もあるかもしれないし、そういう面だけでもなかったのではないか」と平庫は話している。

## 書誌情報
- 平庫ワカ『マイ・ブロークン・マリコ』、KADOKAWA〈BRIDGE COMICS〉、2020年1月8日発売[5]、ISBN 978-4-04-064246-8

## 映画
2022年9月30日に公開。監督・脚本はタナダユキ、主演は永野芽郁。

### キャスト
- シイノトモヨ/椎野：永野芽郁[19]（中学時代：佐々木告[20]）
- イカガワマリコ/五十川麻里子：奈緒[21][22]（中学時代：横山芽生[23]）
- マキオ：窪田正孝[21][22]
- マリコの実父：尾美としのり[21][22]
- タムラキョウコ/田村恭子：吉田羊[21][22]
- シイノのクソ上司：米村亮太朗[24]
- 管理人（マリコの部屋）：川島潤哉[25]
- 石崎理央：伊礼姫奈[26]
- 岸田研二[27]
- 渡邊卓
- 食堂の客：荒谷清水[28]、浜田道彦[29]、阿部伸勝[30]
- 内堀太郎
- 安楽将士
- 松上順也
- 細井じゅん[31]
- 伊藤淑子
- アナウンサー：安田敬一郎
- 女子高生：宮下璃子、山下藍末、梅津芽生[32]
- 松下貞治
- 伊藤亜里子[33]
- 尾崎紗耶
- 佐野詩織
- 奧村秀人
- 堀菜々子
- 琴美
- 小林泰雅

### スタッフ
- 原作：平庫ワカ『マイ・ブロークン・マリコ』（BRIDGE COMICS / KADOKAWA刊）
- 監督：タナダユキ
- 脚本：向井康介、タナダユキ
- 音楽：加藤久貴
- エンディングテーマ：The ピーズ「生きのばし」（キングレコード）
- エグゼクティブプロデューサー：小西啓介
- コー・エグゼクティブプロデューサー：堀内大示、大富國正
- 企画・プロデューサー：永田芳弘
- プロデューサー：米山加奈子、熊谷悠
- 共同プロデューサー：横山一博、岡本圭三、成瀬保則
- 撮影：高木風太
- 照明：秋山恵二郎
- 録音：小川武
- 美術：井上心平
- 装飾：遠藤善人
- 編集：宮島竜治
- VFXスーパーバイザー：諸星勲
- 音響効果：中村佳央
- スクリプター：増子さおり
- スタイリスト：宮本茉莉
- ヘアメイク：岩本みちる
- キャスティング：山下葉子
- 助監督：松倉大夏
- 制作担当：村山亜希子
- 助成：文化庁文化芸術振興費補助金（映画創造活動支援事業）独立行政法人日本芸術文化振興会
- 制作プロダクション：エキスプレス
- 制作協力：ツインズジャパン
- 配給：ハピネットファントム・スタジオ、KADOKAWA
- 製作幹事：ハピネットファントム・スタジオ
- 製作：映画『マイ・ブロークン・マリコ』製作委員会（ハピネットファントム・スタジオ、KADOKAWA、エキスプレス）

### 受賞
- 第26回ファンタジア国際映画祭 - 最優秀脚本賞[34]

### エピソード
シイノ役の永野は本物のタバコが吸えないほどの非喫煙者であることを考慮して、撮影開始3～4か月ほど前からニコチン・タール他の有害物質を一切使用しない美容タバコを吸う練習を始め、愛用するドクターマーチンの靴は11か月ほど前から履きつぶすまで過ごしたと公言したときはタナダ監督から称賛を受けている。